# Ulrich Limmer
Ulrich Limmer (* 1955 in München) ist ein deutscher Filmproduzent und Drehbuchautor. Bekannt wurde er unter anderem durch den Satirefilm Schtonk!, bei dem er Initiator, ausführender Produzent und Co-Autor von Helmut Dietl war. 

## Leben
Von 1978 bis 1981 absolvierte er ein Studium an der Hochschule für Fernsehen und Film (HFF) in München. Anschließend wurde er dort Herstellungsleiter.
1984 wechselte er als Produzent zur Bavaria Film, blieb dort tätig bis 1996, zuletzt als Chefproduzent für das Kino und Geschäftsführer der Bavaria Verleih und Produktion GmbH. Von 1999 bis 2001 fungierte Limmer als Geschäftsführer der Kinowelt Filmproduktion GmbH in München und gründete 2002 die collina filmproduktion GmbH, deren Inhaber und Geschäftsführer er 2002 bis 2018 war. Seit 2019 ist Limmer Mitgesellschafter der Perathon Film- und Fernseh-GmbH. 
Von 1997 bis 2011 leitete Limmer den Kurs Creative Producing an der Filmakademie Baden-Württemberg und wurde dort 1998 zum Honorarprofessor ernannt.
Von 2011 bis 2013 war Limmer Leiter der Drehbuchabteilung der Hochschule für Fernsehen und Film in München. Zum Wintersemester 2013/2014 wurde er dort zum geschäftsführenden Professor der Abteilung Produktion & Medienwirtschaft ernannt. Seit Anfang 2020 ist Limmer nunmehr Vizepräsident der HFF München.
Limmer ist Mitglied der Deutschen Filmakademie und sitzt im Aufsichtsrat der Verwertungsgesellschaft für Nutzungsrechte an Filmwerken mbH (VGF).

## Filmografie (Auswahl)
- 1992: Schtonk! (Drehbuch zusammen mit Helmut Dietl; ausführender Produzent)
- 1995: Rennschwein Rudi Rüssel (Drehbuch, zusammen mit Uwe Timm)
- 1997: Comedian Harmonists (Dramaturgie)
- 2001: Das Sams (Drehbuch zusammen mit Paul Maar; Produktion)
- 2003: Sams in Gefahr (Drehbuch zusammen mit Paul Maar; Produktion)
- 2006: Der Räuber Hotzenplotz (Drehbuch zusammen mit Claus Peter Hant; Produktion)
- 2007: Angsthasen (Drehbuch, Produktion)
- 2007: Herr Bello (Drehbuch, zusammen mit Paul Maar, Produktion)
- 2008: Die Liebesflüsterin (Produktion)
- 2008: Freche Mädchen (Produktion)
- 2009: Lippels Traum (Drehbuch zusammen mit Paul Maar, Produktion)
- 2010: Freche Mädchen 2 (Produktion)
- 2010: Die Friseuse (Produktion)
- 2010: Das Ende ist mein Anfang (Produktion; Drehbuch zusammen mit Folco Terzani)
- 2011: Mein Vater, seine Freunde und das ganz schnelle Geld (Produktion und Co-Autor)
- 2013: Tatort: Am Ende des Flurs (Produktion)
- 2016: Nebel im August (Produktion)
- 2016: Polizeiruf 110: Sumpfgebiete (Produktion, Idee)
- 2021: Der Boandlkramer und die ewige Liebe (Drehbuch, gemeinsam mit Marcus H. Rosenmüller und Michael "Bully" Herbig)
- 2023: Ein ganzes Leben
- 2025: Karli & Marie (Drehbuch, Produktion)

## Auszeichnungen der Filme
- 1992: Bundesfilmpreis, Filmband in Gold, Beste Regie, Bester Hauptdarsteller für Schtonk![4]
- 1992: 7 Bambis für Schtonk!
- 1992: Tokyo International Film Festival, Best Screenplay Award für Schtonk!, gemeinsam mit Helmut Dietl
- 1992: Oscarnominierung und Golden-Globe-Nominierung für Schtonk!
- 1995: Bayerischer Filmpreis, Kinderfilmpreis für Rennschwein Rudi Rüssel, gemeinsam mit Peter Timm und Uwe Timm
- 1998: Bundesfilmpreis, Filmband in Gold, Beste Regie, Bester Hauptdarsteller, Beste Nebendarstellerin, Bester Schnitt für Comedian Harmonists
- 2002: Deutscher Filmpreis, Bester Kinder- und Jugendfilm, Beste Nebendarstellerin für Das Sams[5]
- 2002: Bayerischer Filmpreis, Bester Kinderfilm, Bester Hauptdarsteller für Das Sams
- 2003: Bayerischer Filmpreis, bester Kinder und Jugendfilm für Sams in Gefahr
- 2006: Kindermedienpreis Der weiße Elefant für Der Räuber Hotzenplotz
- 2006: Internationales Filmfestival Moskau, Preis für den besten Kinderfilm für Der Räuber Hotzenplotz
- 2007: Nominierung Goldene Kamera, Bester Film für Angsthasen
- 2007: Nominierung Grimme-Preis für Angsthasen
- 2008: Bayerischer Fernsehpreis, Bester Hauptdarsteller für Angsthasen
- 2010: Bayerischer Filmpreis, Beste Kamera, Beste Filmmusik für Lippels Traum[6]
- 2010: Nominierung Deutscher Filmpreis, Bester Kinderfilm für Lippels Traum
- 2012: Kindermedienpreis – Der weiße Elefant für Sams im Glück
- 2016: Bayerischer Filmpreis, Beste Regie für Nebel im August
- 2016: Friedenspreis des Deutschen Films – Die Brücke, nationaler Hauptpreis für Nebel im August
- 2016: Giffoni Film Festival, CGS Award (Gen+13) & 2nd most voted (Gen +13) für Nebel im August[7]
- 2016: Günter Rohrbach Filmpreis, bester Hauptdarsteller Sebastian Koch für Nebel im August
- 2016: Preis des Saarländischen Rundfunks an Hauptdarsteller Ivo Pietzcker für Nebel im August
- 2017: Österreichischer Filmpreis, bester männlicher Nebendarsteller Branko Samarovski für Nebel im August
- 2017: Tournai Ramdam Festival, Best Fiction für Nebel im August
- 2021: Bayerischer Filmpreis „Bestes Drehbuch“ für "Der Boandlkramer und die ewige Liebe", gemeinsam mit Marcus H Rosenmüller und Michale Bully Herbig
- 2024: Deutscher Filmpreis: Nominierung Bester Film für Ein ganzes Leben